# Campionati europei di atletica leggera indoor 2021 - 1500 metri piani maschili
La gara dei 1500 metri piani maschili ai campionati europei di atletica leggera indoor di Toruń 2021 si è svolta il 4 e il 5 marzo 2021 presso l'Arena Toruń.

## Podio
| Pos.    | Atleta             | Nazionalità |
| ------- | ------------------ | ----------- |
| Oro     | Jakob Ingebrigtsen | Norvegia    |
| Argento | Marcin Lewandowski | Polonia     |
| Bronzo  | Jesús Gómez        | Spagna      |

## Record
| Record                | Record             | Record  | Record                  | Record           |
| --------------------- | ------------------ | ------- | ----------------------- | ---------------- |
| Record del Mondo      | Samuel Tefera      | 3'31"04 | Birmingham, Regno Unito | 16 febbraio 2019 |
| Record europeo        | Andrés Manuel Díaz | 3'33"32 | Atene, Grecia           | 24 febbraio 1999 |
| Record dei campionati | Ivan Heshko        | 3'36"70 | Madrid, Spagna          | 6 marzo 2005     |

## Programma
| Data         | Ora   | Turno    |
| ------------ | ----- | -------- |
| 4 marzo 2021 | 20:20 | Batterie |
| 5 marzo 2021 | 21:35 | Finale   |

## Risultati

### Qualificazioni
Si qualificano alle semifinali i primi due atleti di ogni batteria (Q) e gli ulteriori quattro atleti più veloci (q).

#### Batteria 1
| Posizione | Nome                     | Nazionalità | Tempo   | Note                                     |
| --------- | ------------------------ | ----------- | ------- | ---------------------------------------- |
| 1         | Jesús Gómez              | Spagna      | 3'40"75 | Q                                        |
| 2         | Michal Rozmys            | Polonia     | 3'40"92 | Q                                        |
| 3         | Charles Grethen          | Lussemburgo | 3'41"07 |                                          |
| 4         | Filip Ingebrigtsen       | Norvegia    | 3'41"52 |                                          |
| 5         | Baptiste Mischler        | Francia     | 3'41"52 |                                          |
| 6         | Simas Bertašius          | Lituania    | 3'42"17 | Miglior prestazione personale stagionale |
| 7         | Valentijn Weinans        | Paesi Bassi | 3'42"34 |                                          |
| 8         | Oussama Lonneux          | Belgio      | 3'42"68 |                                          |
| 9         | Leo Magnusson            | Svezia      | 3'44"37 |                                          |
| 10        | Joao Bussotti            | Italia      | 3'44"76 |                                          |
| 11        | Artem Alfimov            | Ucraina     | 3'46"05 |                                          |
| 12        | Kristian Uldbjerg Hansen | Danimarca   |         |                                          |

#### Batteria 2
| Posizione | Nome            | Nazionalità   | Tempo   | Note                          |
| --------- | --------------- | ------------- | ------- | ----------------------------- |
| 1         | Ignacio Fontes  | Spagna        | 3'38"68 | Q                             |
| 2         | Piers Copeland  | Gran Bretagna | 3'38"88 | Q                             |
| 3         | Andrew Coscoran | Irlanda       | 3'39"00 | q                             |
| 4         | István Szögi    | Ungheria      | 3'39"10 | q                             |
| 5         | Azeddine Habz   | Francia       | 3'41"55 |                               |
| 6         | Jacob Boutera   | Norvegia      | 3'41"69 | Miglior prestazione personale |
| 7         | Homiyu Tesfaye  | Germania      | 3'42"59 |                               |
| 8         | Mikael Johnsen  | Danimarca     | 3'43"76 |                               |
| 9         | Isaac Nader     | Portogallo    | 3'44"15 |                               |
| 10        | Adam Czerwinski | Polonia       | 3'45"13 |                               |
| 11        | Johan Rogestedt | Svezia        | 3'47"58 |                               |
| 12        | Mahadi Abdi Ali | Paesi Bassi   | 3'48"02 |                               |
| -         | Michael Somers  | Belgio        | dq      | [ 2 ]                         |

#### Batteria 3
| Posizione | Nome                    | Nazionalità   | Tempo   | Note                          |
| --------- | ----------------------- | ------------- | ------- | ----------------------------- |
| 1         | Neil Gourley            | Gran Bretagna | 3'39"84 | Q                             |
| 2         | Jakob Ingebrigtsen      | Norvegia      | 3'39"89 | Q                             |
| 3         | Jan Friš                | Rep. Ceca     | 3'40"99 | q                             |
| 4         | Andreas Holst Lindgreen | Paesi Bassi   | 3'41"25 | Miglior prestazione personale |
| 5         | Luke McCann             | Irlanda       | 3'41"25 |                               |
| 6         | Karl Bebendorf          | Germania      | 3'41"29 |                               |
| 7         | Bram Anderiessen        | Paesi Bassi   | 3'42"13 |                               |
| 8         | Mitko Tsenov            | Bulgaria      | 3'42"21 | Miglior prestazione personale |
| 9         | Nuno Pereira            | Portogallo    | 3'42"38 |                               |
| 10        | Pietro Arese            | Italia        | 3'43"55 |                               |
| 11        | Andréas Dimitrákis      | Grecia        | 3'44"05 |                               |
| 12        | Samuel Pihlström        | Svezia        | 3'47"66 |                               |
| 13        | Gergo Kiss              | Ungheria      | 3'47"96 |                               |

#### Batteria 4
| Posizione | Nome                   | Nazionalità   | Tempo   | Note                                     |
| --------- | ---------------------- | ------------- | ------- | ---------------------------------------- |
| 1         | Marcin Lewandowski     | Polonia       | 3'39"78 | Q                                        |
| 2         | Filip Sasínek          | Rep. Ceca     | 3'40"04 | Q                                        |
| 3         | Paul Robinson          | Irlanda       | 3'40"07 | q                                        |
| 4         | Stijn Baeten           | Belgio        | 3'40"40 | q                                        |
| 5         | Joonas Rinne           | Finlandia     | 3'41"40 | Miglior prestazione personale            |
| 6         | Archie Davis           | Gran Bretagna | 3'41"40 | Miglior prestazione personale stagionale |
| 7         | Marius Probst          | Germania      | 3'44"63 |                                          |
| 8         | Simon Denissel         | Francia       | 3'44"94 |                                          |
| 9         | Márton Pápai           | Ungheria      | 3'45"63 |                                          |
| 10        | Federico Riva          | Italia        | 3'45"85 |                                          |
| 11        | Abderrahman El Khayami | Spagna        | 3'49"34 |                                          |
| 12        | José Carlos Pinto      | Portogallo    | 3'56"44 |                                          |
| 13        | Bob Bertemes           | Lussemburgo   | 3'58"08 |                                          |

### Finale
| Posizione | Nome               | Nazionalità   | Tempo   | Note  |
| --------- | ------------------ | ------------- | ------- | ----- |
| Oro       | Jakob Ingebrigtsen | Norvegia      | 3'37"56 | [ 4 ] |
| Argento   | Marcin Lewandowski | Polonia       | 3'38"06 |       |
| Bronzo    | Jesús Gómez        | Spagna        | 3'38"47 |       |
| 4         | Ignacio Fontes     | Spagna        | 3'39"66 |       |
| 5         | Piers Copeland     | Gran Bretagna | 3'39"99 |       |
| 6         | Michal Rozmys      | Polonia       | 3'40"11 |       |
| 7         | Andrew Coscoran    | Irlanda       | 3'40"38 |       |
| 8         | István Szögi       | Ungheria      | 3'40"40 |       |
| 9         | Filip Sasínek      | Rep. Ceca     | 3'40"64 |       |
| 10        | Paul Robinson      | Irlanda       | 3'40"74 |       |
| 11        | Jan Friš           | Rep. Ceca     | 3'42"97 |       |
| 12        | Neil Gourley       | Gran Bretagna | 3'45"99 |       |
| 13        | Stijn Baeten       | Belgio        | 3'46"31 |       |